# 维扬区
维扬区是中國江苏省扬州市2002年11月11日至2011年11月期间下辖的一个市辖区。面积126.5平方公里，人口29.83万人。邮政编码225000。
2012年开始整体并入邗江区。

## 历史沿革
原江都县于中华人民共和国建政后，分出城区和郊区建扬州市。1983年扬州地市合并之时设置的郊区是维扬区的前身，2002年11月11 日扬州市郊区更名为维扬区。

## 原行政区划
2004年底下辖3个街道、1个镇、3个乡。
- 街道办事处：双桥街道、梅岭街道、甘泉街道。
- 镇：西湖镇。
- 乡：双桥乡、城北乡、平山乡。

其中2个街道、2个 镇实际上由扬州经济技术开发区管辖。